# HD157363
HD157363 — хімічно пекулярна зоря спектрального класу
A0 й має видиму зоряну величину в смузі V приблизно 10,3.

## Пекулярний хімічний склад
Зоряна атмосфера HD157363 має підвищений вміст 
Si
.